# Mont Temple (Alberta)
El Mont Temple és una muntanya que es troba dins el Parc Nacional de Banff, a l'estat canadenc d'Alberta. La seva alçada és de 3.544 msnm i té una prominència de 1.544 metres.
Va ser batejat per George Mercer Dawson el 1884 en honor de Sir Richard Temple, que va visitar les Muntanyes Rocalloses canadenques aquell mateix any. Va ser el primer cim d'11.000 peus (3.400 metres) en ser escalat al segment canadenc de les Muntanyes Rocalloses. Això va succeir el 1894 a càrrec de Walter Wilcox, Samuel Allen i LF Frissel.